# Ulrich Rölfing

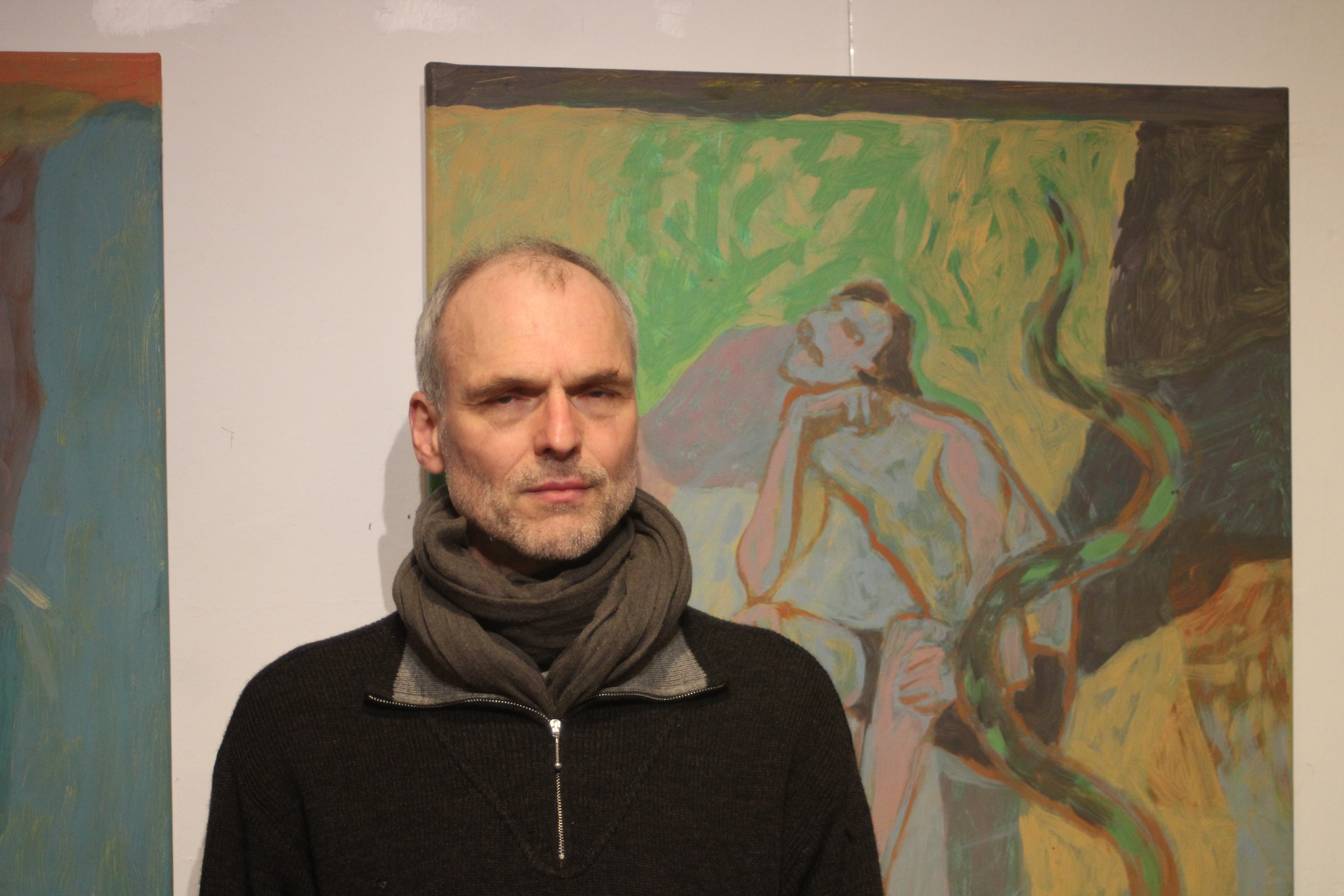
Ulrich Rölfing in seiner Ausstellung im Alstertalmuseum, Hamburg

Ulrich Rölfing (* 1958 in Dingden) ist ein deutscher Maler und Bildhauer.

## Leben
Ulrich Rölfing wurde 1958 als Sohn des Tiermediziners Bernhard Rölfing und der Landwirtschaftslehrerin Carola Rölfing in Dingden/Westfalen im Münsterland geboren. Am Anfang seiner künstlerischen Entwicklung stand 1979 ein Aufenthalt beim amerikanisch-italienischen Bildhauer Raimondo Puccinelli in Florenz, Italien. Es folgte ein Studium der Kunstgeschichte und Philosophie an der Ruhruniversität Bochum bei Max Imdahl. Anschließend studierte Rölfing Malerei und Plastik in Wien. Studienaufenthalte führten ihn nach Marokko/Essaouira, Indien/Varavanassi und Georgien/Qedeli. Seit 1996 lebt und arbeitet er in Hamburg in einem Atelier im Stadtteil St. Georg, das mit einem nach außen gewölbten Oberlicht fast kathedral wirkt.

## Werk
Das künstlerische Werk von Ulrich Rölfing ist vielfältig und setzt sich aus Skulptur, Malerei, Zeichnung und Grafik zusammen. Für Rölfing ist die Entscheidung für figuratives oder abstraktes Arbeiten keine programmatische, sondern eine pragmatische, das Figürliche ist nicht ablösbar von der formalen Struktur, wie sie in der Farbe und Formgestaltung gegeben ist. Charakteristisch ist für seine Arbeitsweise das Entstehen menschlicher Formen aus einer freien Geometrie heraus.
Seit 2006 bilden Porträtreihen einen weiteren Schwerpunkt. In ihnen hat er sich mit so verschiedenen Gruppen wie Altbauern (2011), Wohnungslosen (2006–2009), Ordensgeistlichen (2013) oder Geflüchten (2018) auseinandergesetzt. Seine vielfältigen Ausstellungsaktivitäten begannen früh, 1978 zeigte er in der Xantener Galerie 4178 erste Werke. Nach seinem Aufenthalt bei Raimondo Puccinelli waren 1981 Zeichnungen, Radierungen und Ölbilder in Wesel zu sehen. Rölfing begriff sich schon als freischaffender Künstler, während er in Bochum noch bei Max Imdahl Kunstgeschichte studierte. Thematisch spielen in Rölfings Werk seine biographischen Wurzeln, seine Naturverbundenheit und seine religiöse Prägung eine wichtige Rolle, beispielhaft ablesbar ist dies an seinem Ausstellungsprojekt „Religionsrepräsentanten. Ein Portraitprojekt“, das er 2015 in der Dreieinigkeitskirche in seiner Wahlheimat Hamburg-St. Georg realisierte: „… mit dem Künstler Ulrich Rölfing wurde ein idealer Partner für die Vertiefung der interreligiösen Kontakte gefunden.“ Während des Malprozesses nähert sich der Künstler den Porträtierten an, Rölfing ist ein „Entdeckungsmaler“. Häufig stehen die Ausstellungsorte seiner Werke im Zusammenhang mit ihrer Entstehung. Neben traditionellen Ausstellungsorten wie Galerien oder Museen gehören dazu auch sakrale Orte und kunstferne Plätze des öffentlichen Lebens.

## Einzelausstellungen (Auswahl)
- 2025: „Mannsbild“, Malerei, Galerie des ARCOTEL Rubin, Hamburg
- 2024: „Haus der Kindheit“, Malerei, Baukulturstelle Dingden, Hamminkeln-Dingden
- 2023: „Dingdener Madonna vom Himmelberg“, Bronzeskulptur, Waldrand an der Straße Himmelberg, Dingden-Lankern
- 2022: „Schlangen-Ich“, Torhaus Wellingsbüttel, Hamburg
- 2022: „Humberg - Portrait einer jüdischen Familie in Wort und Bild“, Humberghaus Dingden
- 2019: „Die Wahrheit des Augenblicks“, Mariendom Hamburg
- 2019: „Vaterland“, gemeinsame Ausstellung vom Stadtmuseum Bocholt und dem Euregio-Kunstkreis im Kunsthaus Bocholt
- 2018: „Ein Neues Leben. Asylanten um das Haus Esselt“, Otto Pankok-Haus Esselt
- 2018: „Kardinal in den Trümmern. Farben des Abschieds“, St. Josephskirche, Münster
- 2018: „Gesichter von Qedeli“, Galerie Vernissage, Tiflis/Georgien
- 2017: „Die Wahrheit des Augenblicks“, Stadtmuseum Bocholt
- 2017: „Nüchternes Glänzen. Zur katholischen Ritualsprache“, Benediktiner Kloster Nütschau, Travenbrück
- 2017: „Ferne in der Nähe. Landschaften aus Dingden“, Hof Heinz und Elfi Tebrügge, Dingden und in der Rathausgalerie Stadt Hamminkeln
- 2015: „Religionsrepräsentanten. Ein Portraitprojekt“, Dreieinigkeitskirche Hamburg-St. Georg
- 2015: „Statue von Swami Vishnu Devananda“, Sivananda Ashram, Orleans/Frankreich
- 2014: „Menschen mit Demenz. Ein Portraitprojekt“, Rathaus der Stadt Hagen
- 2013: „Vis-a-vis. Bauern und Ordensgeistliche“, St. Josephs-Kirche, Münster
- 2011: Der Himmel über dem Hof. Portraits von Seniorbauern und ihren Höfen, Humberghaus Dingden
- 2010: Die Fülle des Sommers. Landschaften aus Schinkel und Marokko, Torhaus des Gutes Rosenkranz, Schinkel/Schleswig-Holstein
- 2008–2009: „Die Wucht des erlebten Schicksals.“ Portraitprojekt mit wohnungslosen Menschen, St. Antoniusheim, Vreden – Rathaus Vreden – Diözesancaritasverband Münster – St.Josephskirche in Münster – Kapitelsaal des Paderborner Domes – Kreishaus Borken
- 2008: „Holzschnitte“, Typographisches Kabinett in der Winkeldruckerey der Stadt Speyer
- 2008: „Augenblicke. Gesichter des Cafés. Portraitprojekt mit wohnungslosen Menschen“, JesusCenter, Hamburg
- 2007: „L`artiste du Nord“, Atelier Cotemporaire /La Rochelle/Frankreich
- 2006: „Gesichter der Kolonie und Mutters Aussteuer. Portraitprojekt mit wohnungslosen Menschen“, Malerei und Installation. Haus Maria Veen, Reken
- 2005: „Leibwuchs. Die Natur der menschlichen Gestalt“, Galerie der Stadt Bad Segeberg
- 2004: „Lehmwelten – Marokko“, Galerie Isshorst, Hamminkeln
- 2002: „Farbiger Umstand“, Galerie Büsch, Berlin
- 2001: „Stein des guten Glücks“, Studiogalerie, Weimar
- 2000: „Lebensbaum“, Präsentation der Großplastik aus den Rahlstedter Boldwiesen
- 1999: „Neue Zuständlichkeit“, Galerie Currikulum, Wien
- 1999: „Behauptung der Innerlichkeit“, Galerie im Rudolf Steiner Haus, Hamburg
- 1998: „Simultangefüge“, Galerie Büsch, Berlin
- 1997: „De corporis“, Café Gnosa, Hamburg
- 1996: „Raumgestalt – Seelenraum“, Galerie der Stadtinitiative, Wien
- 1994: „De occulta“, Goetheanum, Dornach
- 1988: „Wandbild“, Verbandssparkasse, Dingden
- 1982: „Ars pro toto“, Verbandssparkasse, Wesel
- 1980: „Ulrich Rölfing“, Galerie im Landhaus, Emmerich
- 1978: „Ulrich Rölfing“, Galerie 4178, Xanten

## Gruppenausstellungen (Auswahl)
- 2025: „20. Skulpturenpark“, Schlossinsel Rantzau, Barmstedt
- 2024: „19. Skulpturenpark“, Schlossinsel Rantzau, Barmstedt
- 2023: „My Mother“ – A Georgian-German dialogue, Ulrich Rölfing painting, Guram Tsibakhashvilli, Natela Iankoshvili Museum, Tiflis/Georgien
- 2012: „Internationales Symposium“, Atelier an der Donau, Pöchlarn/Österreich
- 2011: „Acht Künstler aus St Georg“, Hamburg, Kunstforum der GEDOK
- 2010: „Schwarzkünstler“. 8. Speyerer Literaturtage, Kulturhof Flachsgasse, Kunstverein Speyer
- 2008: „Sieben Portraitbüsten von Entdeckern“, Internationales Maritimes Museum, Hamburg
- 2007: „Künstler in St. Georg heute“, Dreieinigkeitskirche, Hamburg
- 2007: „Leben mit Kunst“, 3. Skulpturenausstellung auf dem Wandsbeker Marktplatz
- 2006: „Bildwerk“, zusammen mit Ricarda Wyrwol, Ausstellung im Saal Curslack, Hamburg
- 2005: „Blind ist, wer die Augen verschließt“, zusammen mit den Wiener Künstlern Beate-Maria Platz und Wolfram Weh, Wotruba-Kirche, Wien
- 2005: „Kunst im Gang“, Schauspielhaus Hamburg
- 2002: „Körper und andere Welten“, Galerie Isshorst, Hamminkeln
- 2001: „Frühjahrsausstellung“, Galerie Isshorst, Hamminkeln
- 1999: „Buchobjekte und Grafik“, forum book art, Bartkowiaks, Hamburg
- 1999: zur zeit. 100 Hamburger Künstler zeigen neue Arbeiten. Ausstellung des BbK Hamburg auf sieben Speicherböden in der Speicherstadt, Hamburg
- 1999: „Winter-Accrochage“, Galerie Isshorst, Hamminkeln
- 1998: „Von der Renaissance zur Abstraktion“ zusammen mit Anja Matakena, und Dorothea Thu, Telekom Niederlassung Wesel
- 1996 „Wien-Tallinn“ zusammen mit Wolfram Weh, Galerie Sammas, Tallinn, Estland
- 1994: „Kunstclub“, Kunstwerk, Wien
- 1993: „Ursprung und Beweglichkeiten“, Galerie Currikulum, Wien
- 1983: „Kunst“, Rathausgalerie, Hamminkeln
- 1982: „EUREGIO-Kunstkreis“, Kunsthaus Bocholt

## Auszeichnungen
- 2002: Ehrenpreis der Stadt Pöchlarn/Malerei

## Stipendien
- 2009: Gastdrucker in Edenkoben, Künstlerhaus des Landes Rheinland-Pfalz
- 2007: Stipendiat der Stadt La Rochelle, (Frankreich)
- 2004–2005: Otto Flath Stipendium, Bad Segeberg, Villa Otto Flath
- 2001: Stipendium der Mal und Zeichenschule Weimar

## Publikationen und Ausstellungskataloge
- Ulrich Rölfing: Schlangen-Ich, Hamburg 2022
- Ulrich Rölfing: Neues Leben.Geflüchtete, Hamburg 2019
- Ulrich Rölfing: Vaterland. geschichtenwerft edition, Hamburg 2019
- Ulrich Rölfing: Die Wahrheit des Augenblicks. Bilder vom Leben und vom Gehen, geschichtenwerft edition, Hamburg 2018
- Ritze fürs Licht. Zeitgenössische Lyrik aus Kroatien. Künstlerbuch mit Originalholzschnitten. Edition Bergelmühle, Edenkoben 2009
- Die Wucht des erlebten Schicksals. Wohnungslose Menschen im St. Antoniusheim in Bild- und Schriftporträts, Münster 2008
- Der wunderliche Zapfer. Künstlerbuch mit Originalholzschnitten, Hamburg 2003
- Die Behauptung der Innerlichkeit. Künstlerbuch mit Originalholzschnitten, Hamburg 2000
- Wien – Tallin. Kunstlabor. Ulrich Rölfing, Wolfram Weh. Galerie Tammas, 1996